# Qasim-ibn-hassan
Qasim ibn Hassan est le fils de l’Imam Al-Hassan ibn Ali, deuxième Imam des Chiites, sa mère est Um-e-Farwa, et son frère s'appelait Abdollah. Dans la bataille de Kerbala il tirait l'épée dans  l'armée de Al-Hussein ibn Ali. On a dit qu'il a été tué par Amr ibn Said ibn Nfyl Azadi .

## Le jour d'Achoura
Lorsque  Al-Hussein ibn Ali se préparait à quitter Médine, Um-e-Farwa la mère de Qasim ibn Hassan, demanda Al-Hussein ibn Ali de l'emmener avec lui ainsi que son fils.
La nuit d'Achoura, Al-Hussein ibn Ali déclara à ses collègues que le lendemain ils seraient tous tués dans la bataille. Qasim ibn Hassan demanda son oncle  s'il allait mourir le lendemain, Al-Hussein ibn Ali lui répondit : « la mort est comment  d'après toi  mon enfant? » 
Il lui a répondu: « la mort est plus douce que le miel d'après moi ».
Il a dit:« Oui, tu vas  mourir aussi  demain».
Cet adolescent âgé de treize ans se prépara à aller au chemin de la bataille, pour défendre son oncle paternel, l’Imam de son temps, Al-Hussein ibn Ali, et après avoir tué quelques ennemis, il fut grièvement blessé jusqu'à tomber au sol et mourut sans avoir bu une seule goutte d'eau,,.